# Real Sociedad
Real Sociedad de Fútbol S.A.D. (ofwel Real Sociedad of La Real) is een Baskische voetbalclub uit San Sebastián, uitkomend in La Liga. De club speelt zijn wedstrijden in het stadion Reale Arena (voorheen genaamd Anoeta), dat na een grondige verbouwing 38.800 plaatsen heeft.

## Geschiedenis
Real Sociedad werd opgericht op 17 september 1909 als Sociedad del Fútbol (toen nog geschreven als Foot-Ball) en ontstond uit enkele voetbalclubs die door Engelse immigranten waren opgericht in San Sebastián.
De titel Real ("koninklijk") werd in 1910 verleend door koning Alfons XIII in de tijd dat San Sebastián de zomerhoofdstad van Spanje was. 
Real Sociedad was een van de 'founding clubs' van de nationale voetbalcompetitie in Spanje. In het seizoen 1928/29 werd de eerste Primera División opgericht met 10 clubs waaronder Athletic Club de Bilbao, FC Barcelona, Real Madrid en dus Real Sociedad. In 1931 werd de naam tijdelijk veranderd in Donostia Football Club, maar na de Spaanse Burgeroorlog werd in 1939 de naam weer veranderd in Real Sociedad. 
De succesvolste periode had Real Sociedad begin jaren tachtig met twee landstitels in 1981 en 1982, en het behalen van de halve finale van de Europacup 1 in 1983, waar het werd uitgeschakeld door de winnaar HSV. In 1987 won La Real ook nog de Spaanse Beker. De langste ongeslagen reeks in de Spaanse competitie is nog steeds van Real Sociedad, dat van 29 april 1979 tot 4 mei 1980 geen wedstrijd (32) verloor. Ze verloren alleen aan het einde van dat seizoen nog een wedstrijd, maar dat was genoeg voor Real Madrid om met een puntje meer de titel te veroveren.
Tot 1989 had de club samen met de Baskische rivaal Athletic Club de Bilbao het beleid om alleen Baskische spelers aan te trekken. Aan dit beleid kwam een einde met de komst van de Ier John Aldridge, die overkwam van Liverpool. Sindsdien contracteerde Real Sociedad alleen Basken én buitenlanders. In 2002 werd ook met dit beleid gebroken toen de Asturiër Sergio Boris werd overgenomen van Real Oviedo. De Andalusiër Alvaro Novo werd in 2005 de tweede niet-Baskische Spanjaard bij Real Sociedad.
In de recente jaren streed Real Sociedad meestal voor handhaving in de Primera División met een positieve uitschieter in 2003. De club werd in het seizoen 2002/03 bijna Spaans landskampioen onder leiding van de Franse trainer-coach Raynald Denoueix, maar door puntverlies op de voorlaatste speeldag ging de titel naar Real Madrid. Met een tweede plaats in de eindklassering plaatste Real Sociedad zich desondanks voor de Champions League. In dit toernooi zou de Baskische club de achtste finales halen. De sterspelers in dit succeselftal waren de Bask Xabi Alonso, de Serviër Darko Kovačević, de Turk Nihat Kahveci en de Rus Valeri Karpin.
Uiteindelijk degradeerde Real Sociedad in 2007 naar de Segunda División A, na veertig jaar in de Primera División te hebben gespeeld. Drie jaar later, in 2010, werd La Real kampioen van de Segunda A en keerde terug in de Primera División. Een van de vaste krachten dat seizoen was Antoine Griezmann. Hij komt uit de jeugdopleiding van Real Sociedad, waar hij vanaf zijn 13e speelde. Griezmann speelde in totaal 5 seizoenen in de hoofdmacht, alvorens overgenomen te worden door Atlético Madrid.

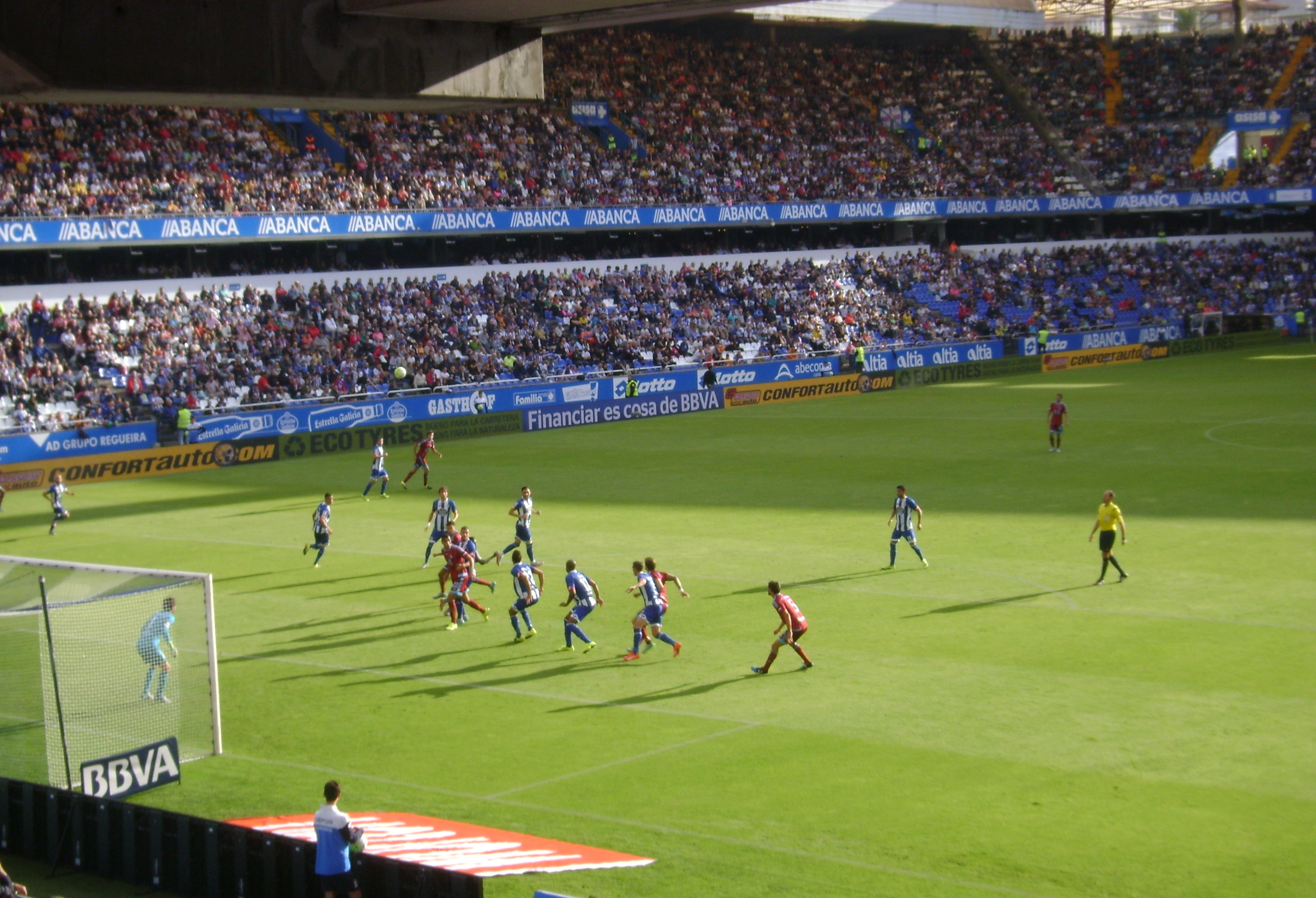
Deportivo La Coruña vs. Real Sociedad

Tijdens het seizoen 2012/2013 versloeg Real Sociedad op de laatste speeldag Deportivo La Coruña met 0-1. Omdat Valencia uit verloor bij Sevilla, steeg Real Sociedad naar de vierde plaats waardoor het in het daaropvolgende seizoen mocht deelnemen aan de voorrondes van de Champions League. De voorronde tegen Olympique Lyon werd gewonnen, waardoor de club mee mocht doen aan het hoofdtoernooi van het seizoen 2013/14. Real Sociedad eindigde in de groepsfase met Bayer 04 Leverkusen, Manchester United en Sjachtar Donetsk op de laatste plaats. In het seizoen 2022/2023 eindigde La Real weer als 4e, waarop het zich opnieuw rechtstreeks plaatste voor de groepsfase van de Champions League.
Het seizoen 2025-2026 zal het 95e seizoen zijn van La Liga. Real Sociedad heeft daarvan 79 seizoenen meegespeeld. Na Real Madrid, Barcelona, Athletic, Valencia, Espanyol en Sevilla, de meeste seizoenen.
Op de historische ranglijst (totaal aantal punten sinds oprichting) van de Spaanse competitie staat Real Sociedad achtste, na Real Madrid, Barcelona, Atlético Madrid, Valencia, Athletic, Sevilla en Espanyol.
In het seizoen 2024-2025 speelde Real Sociedad met 16 spelers uit de jeugdopleiding in de selectie. Ze zijn daarmee na Athletic Club (18 spelers) de 2e club van La Liga. Oyarzabal, Zubeldia, Elustondo, Zubimendi, Barrenetxea, Aihen Muñoz, Odriozola, Jon Pacheco, Turrientes, Olasagasti, Aramburu, Pablo Marín, González de Zarate, Magunazelaia, Jon Martín en Unai Marrero komen allemaal van de jeugdopleiding Zubieta.
52 spelers van Real Sociedad hebben in het Spaanse elftal gespeeld. Daarmee is het de zesde club van Spanje, na Barcelona, Madrid, Athletic, Atlético en Valencia. Le Normand (jun 2023), keeper Remiro (maart 2024) en Sergio Gómez (oktober 2024) zijn de laatsten.
Het damesteam komt ook uit in de Primera División. Zij wonnen in 2019 de Copa de la Reina (Spaanse beker).

## Erelijst
Nationaal
- Primera División: 1981, 1982
- Segunda División: 1949, 1967, 2010
- Copa de S.M. El Rey Alfonso XIII / Copa del Rey: 1909, 1987, 2020
- Supercopa de España: 1982

Regionaal
- Campeonato Regional de Guipúzcoa: 1919, 1923, 1925, 1927, 1929, 1933

## Eindklasseringen
- 1940 1e
Segunda División
- 1941 1e
Segunda División
- 1942 14e
Primera División
- 1943 1e
Segunda División
- 1944 13e
Primera División
- 1945 4e
Segunda División
- 1946 6e
Segunda División
- 1947 3e
Segunda División
- 1948 13e
Primera División
- 1949 1e
Segunda División
- 1950 8e
Primera División
- 1951 5e
Primera División
- 1952 10e
Primera División
- 1953 10e
Primera División
- 1954 9e
Primera División
- 1955 14e
Primera División
- 1956 8e
Primera División
- 1957 12e
Primera División
- 1958 9e
Primera División
- 1959 10e
Primera División
- 1960 14e
Primera División
- 1961 8e
Primera División
- 1962 15e
Primera División
- 1963 4e
Segunda División
- 1964 6e
Segunda División
- 1965 4e
Segunda División
- 1966 10e
Segunda División
- 1967 1e
Segunda División
- 1968 14e
Primera División
- 1969 7e
Primera División
- 1970 7e
Primera División
- 1971 8e
Primera División
- 1972 8e
Primera División
- 1973 6e
Primera División
- 1974 4e
Primera División
- 1975 4e
Primera División
- 1976 8e
Primera División
- 1977 8e
Primera División
- 1978 11e
Primera División
- 1979 4e
Primera División
- 1980 2e
Primera División
- 1981 1e
Primera División
- 1982 1e
Primera División
- 1983 7e
Primera División
- 1984 6e
Primera División
- 1985 7e
Primera División
- 1986 7e
Primera División
- 1987 5e
Primera División
- 1988 2e
Primera División
- 1989 11e
Primera División
- 1990 5e
Primera División
- 1991 13e
Primera División
- 1992 5e
Primera División
- 1993 13e
Primera División
- 1994 11e
Primera División
- 1995 11e
Primera División
- 1996 7e
Primera División
- 1997 8e
Primera División
- 1998 3e
Primera División
- 1999 10e
Primera División
- 2000 13e
Primera División
- 2001 13e
Primera División
- 2002 13e
Primera División
- 2003 2e
Primera División
- 2004 15e
Primera División
- 2005 14e
Primera División
- 2006 16e
Primera División
- 2007 19e
Primera División
- 2008 4e
Segunda División
- 2009 6e
Segunda División
- 2010 1e
Segunda División
- 2011 15e
Primera División
- 2012 12e
Primera División
- 2013 4e
Primera División
- 2014 7e
Primera División
- 2015 12e
Primera División
- 2016 9e
Primera División
- 2017 6e
Primera División
- 2018 12e
Primera División
- 2019 9e
Primera División
- 2020 6e
Primera División
- 2021 5e
Primera División
- 2022 6e
Primera División
- 2023 4e
Primera División
- 2024 6e
Primera División
- 2025 11e
Primera División

- Primera División
- Segunda División

## Real Sociedad in Europa
Real Sociedad speelt sinds 1974 in diverse Europese competities. Op de Spaanse ranglijst van aantal Europese wedstrijden staat Real Sociedad 11e. Het heeft tot 2023 19 seizoenen Europees gespeeld. Hieronder staan de competities en in welke seizoenen de club deelnam:
- Champions League (3x)

2003/04, 2013/14, 2023/24
- Europa League (6x)

2014/15, 2017/18, 2020/21, 2021/22, 2022/23, 2024/25
- Europacup I (2x)

1981/82, 1982/83 (halve finale)
- Europacup II (1x)

1987/88
- UEFA Cup (7x)

1974/75, 1975/76, 1979/80, 1980/81, 1988/89, 1990/91, 1992/93, 1998/99,

## Bekende (ex-)spelers

### Nederlanders
- Sheraldo Becker
- Sander Westerveld
- Jeffrey Sarpong

### Belgen
- Adnan Januzaj
- Frédéric Peiremans

### Spanjaarden
- Mikel Alonso
- Periko Alonso
- Xabi Alonso
- Agustín Aranzábal
- Luis Arconada
- Mariano Arrate
- Mikel Arteta
- José Mari Bakero
- Aitor Beguiristain
- Yuri Berchiche
- Sergio Boris
- Gorka Elustondo
- Ion Andoni Goikoetxea
- Mikel González
- Alberto Górriz
- Asier Illarramendi
- Juan Antonio Larrañaga
- Robin Le Normand
- José Luis Martí
- Iñigo Martínez
- Mikel Merino
- Nacho Monreal
- Álvaro Novo
- Mikel Oyarzabal
- Javier De Pedro
- Xabier Prieto
- Aitor López Rekarte
- Jesus Maria Satrústegui
- David Silva
- Roberto López Ufarte
- Urruti
- Jesús Maria Zamora

Real Sociedad is de tweede club (na Galatasaray) met de meeste spelers die behoren tot de 'One-Club Men'. 16 spelers hebben hun hele carrière, langer dan 10 jaar bij de club in het eerste team gespeeld. Xabier Prieto liefst 15 seizoenen.
Spelers met de meeste wedstrijden:
| N.º  | Speler                 | Wedstrijden |
| ---- | ---------------------- | ----------- |
| 1.º  | Alberto Górriz         | 599         |
| 2.º  | Juan Antonio Larrañaga | 589         |
| 3.º  | Jesús María Zamora     | 588         |
| 4.º  | Luis Miguel Arconada   | 551         |
| 5.º  | Xabi Prieto            | 531         |
| 6.º  | Miguel Fuentes         | 495         |
| 7.º  | Roberto López Ufarte   | 474         |
| 8.º  | Agustín Gajate         | 469         |
| 9.º  | Inaxio Kortabarria     | 442         |
| 10.º | Mikel Aranburu         | 427         |

### Overige buitenlanders
- Sebastián Abreu
- Yaw Acheampong
- Mutiu Adepoju
- Mattias Asper
- Necati Ateş
- Dalian Atkinson
- Carlos Bueno
- Lee Chun-Soo
- Oceano da Cruz
- Vadim Demidov
- Arif Erdem
- Mark González
- Antoine Griezmann
- Alexander Isak
- Edgaras Jankauskas
- Nihat Kahveci
- Valeri Karpin
- Meho Kodro
- Tayfun Korkut
- Darko Kovačević
- Takefusa Kubo
- Hakan Mild
- Héctor Moreno
- Martin Ødegaard
- Umar Sadiq
- Ricardo Sá Pinto
- Alexander Sørloth
- Kieran Tierney
- David Vaughan
- Carlos Vela

## Bekende ex-trainers
- Javier Clemente (1999–2000)
- Javier Irureta (1996–1997)
- John Toshack (1985–1989, 1991–1994, 2001–2004)
- Raynald Denoueix (2002–2004)
- Chris Coleman (2007–2008)
- Philippe Montanier (2011–2013)
- David Moyes (2014–2015)

## Trivia
- Alexander Isak is met circa € 70 000 000 de duurste uitgaande transfer van Real Sociedad FC (naar Newcastle United in 2022).[3]